# Château de La Palice
 (septembre 2021).
Le château de La Palice est une ancienne place forte du XIIe siècle, remanié à plusieurs époques, possession un temps de la puissante famille de Chabannes, qui se dresse sur le territoire de la commune française de Lapalisse, dans le département de l'Allier, en région Auvergne-Rhône-Alpes. L'édifice est totalement protégé au titre des monuments historiques.

## Localisation
Situé en Sologne bourbonnaise sur les bords de la Besbre affluent de la Loire, le château de La Palice est bâti au sommet d'une colline sur la commune de Lapalisse dans le département de l'Allier, à environ 25 kilomètres de la ville de Vichy, dans le département français de l'Allier. 
Bien qu'ignorée par la Table de Peutinger, l'historicité de la petite ville de La Palisse (Palitia ou Palicia) nous apprend pourtant qu'elle était proche à l'époque gallo-romaine d'une importante voie romaine, dont témoigne encore l'existence du pont romain de Droiturier. Depuis des temps immémoriaux, la ville de la Palisse a été traversée par la grande route royale reliant Paris à Lyon, appelée aussi la Grande Route Royale du Bourbonnais, tout au long de laquelle s'affairaient nombre de postillons et de malle-postes.
Comme place forte défensive, le château de La Palice commandait le passage de la vallée de la Besbre comme tant d'autres châteaux jalonnant son cours : Thoury, Beauvoir, Chavroches, Jaligny-sur-Besbre, Vieux Chambord, Précord, Châtelperron, Puyfol, etc., places dans l'apanage des domaines des ducs de Bourbon et de celui du roi de France, et qui étaient aux XIIIe – XVe siècles toutes situées aux frontières de l'ancien duché de Bourgogne, alors ennemi du royaume de France jusqu'en 1477. À cette époque, le cours de la rivière Besbre (parfois appelée Besbria ou Chabre) jouxtait alors les possessions du duc de Bourgogne par les comtes de Nevers et de celui du comté de Charolais.

## Historique

### Origine étymologique

Les armoiries officielles adoptées par la ville de Lapalisse (Allier) : de gueule à cinq pals d'argent palissés (pallis, palis ou pieux) et aiguisés en pointe.

Au haut Moyen Âge, très vraisemblablement, la partie primitive et féodale du premier château semble avoir été bâtie d'abord en bois et en pierre, entre les XIe et XIIe siècles. Bien que signalé étymologiquement dès le XVIIe siècle (en 1681) dans les travaux d'érudition relevés dans la Géographia de Michel Antoine Baudrand : La Palice, Besbria & Palicia Oppidum Galliae in Borbonensi provincia. Si à l'emplacement du premier château fort la présence d'un oppidum romain ne semble être véritablement avéré dans les cartes ou les écrits du temps, en revanche à l'époque romane, le fortin est ceinturé d'une immense palissade composant une lice, clôture faite en pieux de bois servant de remparts ou de fortifications, appelée palitium, au pluriel du latin palitia. L'appellation est reprise plus tard jusqu'au XVIIIe siècle pour désigner cette petite cité du Bourbonnais, figurant dans le Dictionnaire géographique & portatif de l'abbé Vosgien, plus connu sous le nom de Jean-Baptiste Ladvocat, qui mentionnait : « Palice (La) : Palitia petite ville de France au Bourbonnois sur la Besbre ; à 7 lieux S.O de Roanne, remarquable par ses foires et ses marchés. » 
Dans une édition du début du XIXe siècle du Dictionnaire Universel de la Langue française rédigée d'après le dictionnaire de l'Académie française et publié sous la direction de Charles Nodier, nous trouvons les trois définitions suivantes :
- Palice (La) : (Palitia) ville de France, département de l'Allier ;
- Palis, pieu, petit pal pointu dont plusieurs arrangés ensemble font une clôture - Lieu entouré de Palis (Palis ou de Pallis) ;
- Palissade, (de Palicium) clôture de Palis plantés en terre pour la défense d'un poste ou de quelques dehors d'une place de guerre.

Dans une édition lexicographique plus contemporaine du début du XXe siècle, concernant l'origine romane des noms de lieux en France ; il nous est donné une traduction latine particulièrement éclairante et intéressante, quant aux variantes définitions des termes de Palitium ou Palicium, de Palitia devenu au fil du temps de l'époque gallo-romaine Palicia  :
« […] le pluriel de Palus, pieu ou Palis, longue pièce de bois aiguisée par un bout et pouvant être fichée en terre et les mots Palitium et Palitia, Palatium et Palatia, réunion de Palis désignaient une clôture formée de pieux en ordre plus ou moins serré […] ».

### Période duXIIIe–XIVesiècle
Le château des premiers seigneurs de la famille des La Palice, originaires du Forez, appartenait au XIIIe siècle (en 1230) à Roger de la Palice, damoiseau.
En 1257, le château était possédé par Guillaume de la Palice, époux d'Arembord de Chazeul.
En 1293, le seigneur en était Pierre de la Palice. Sa veuve, Isabeau de Ternant, se remaria avec Philippe de Malleval, chevalier. Il fit hommage, en 1300, du château et de la haute et basse justice sur les paroisses de Lubier, Bussoles, Barrais, Trézelles, Varennes-sur-Tèches, Loddes, Ande-la-Roche, Droiturier, Saint-Prix, Le Breuil et Billezois, à Robert de France, comte de Clermont, seigneur de Bourbon depuis son mariage avec Béatrice, dame de Bourbon.

### Période duXVesiècle
Au XVe siècle, le château de La Palice qui figurait dans l'apanage des ducs de la maison de Bourbon, famille vassale du roi de France, se trouvait en pays frontalier des États bourguignons, prêtant allégeance à Charles le Téméraire, de la maison de Valois-Bourgogne.

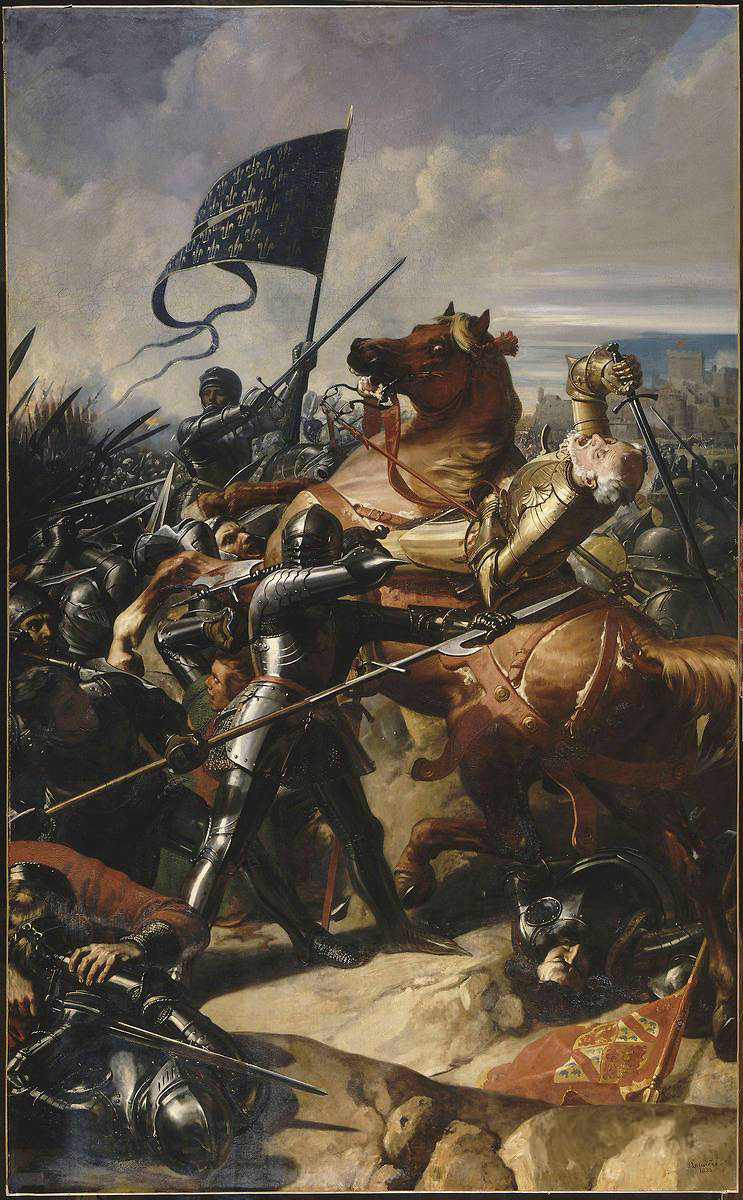
La mort de John Talbot, 1er comte de Shrewsbury en 1453, à la bataille de Castillon en Libournais (tableau présenté dans la Galerie des Batailles).

Vers la fin du XIVe siècle (vers 1380), la seigneurie passa à Jeanne de Chastillon, dame de La Palice issue des sires de Châtillon-en-Bazois, veuve en premières noces de Gaucher de Passac, qui épousa Louis de Culant, compagnon d'armes de Jeanne d'Arc et amiral de France. Selon les statuts régissant la Coutume de Bourbonnais, le juriste et historien Matthieu Auroux des Pommiers fait mention de l'existence de grands conflits survenus en 1418, avec les justiciables de La Palisse refusant de s'acquitter de leurs devoirs, à propos du droit de Corvée prétendument appartenir à Louis de Culan et à sa femme Jeanne de Chatillon. En 1429, Louis de Culant permit à son épouse de vendre la seigneurie et châtellenie de La Palice au duc Charles Ier de Bourbon ; administrateur du duché en l'absence de son père, fait prisonnier à la bataille d'Azincourt, qui la céda à son tour le 18 mars 1430 pour le prix de 6 000 écus d'or à Jacques Ier de Chabannes de La Palice, Sénéchal de Toulouse, baron du château de Curton, conseiller et chambellan du roi Charles VII. D'après la Chronique de Mathieu d'Escouchy, le seigneur Jacques Ier de Chabannes eut l'honneur de recevoir le 8 novembre 1452 le roi Charles VII, en son chastel de La Palisse, forteresse encore hérissée de plusieurs tours et d'un donjon coiffé en poivrière et muni de hourds (actuelle tour du Maréchal) d'un pont-levis, laquelle était dotée de défenses encore toutes médiévales.

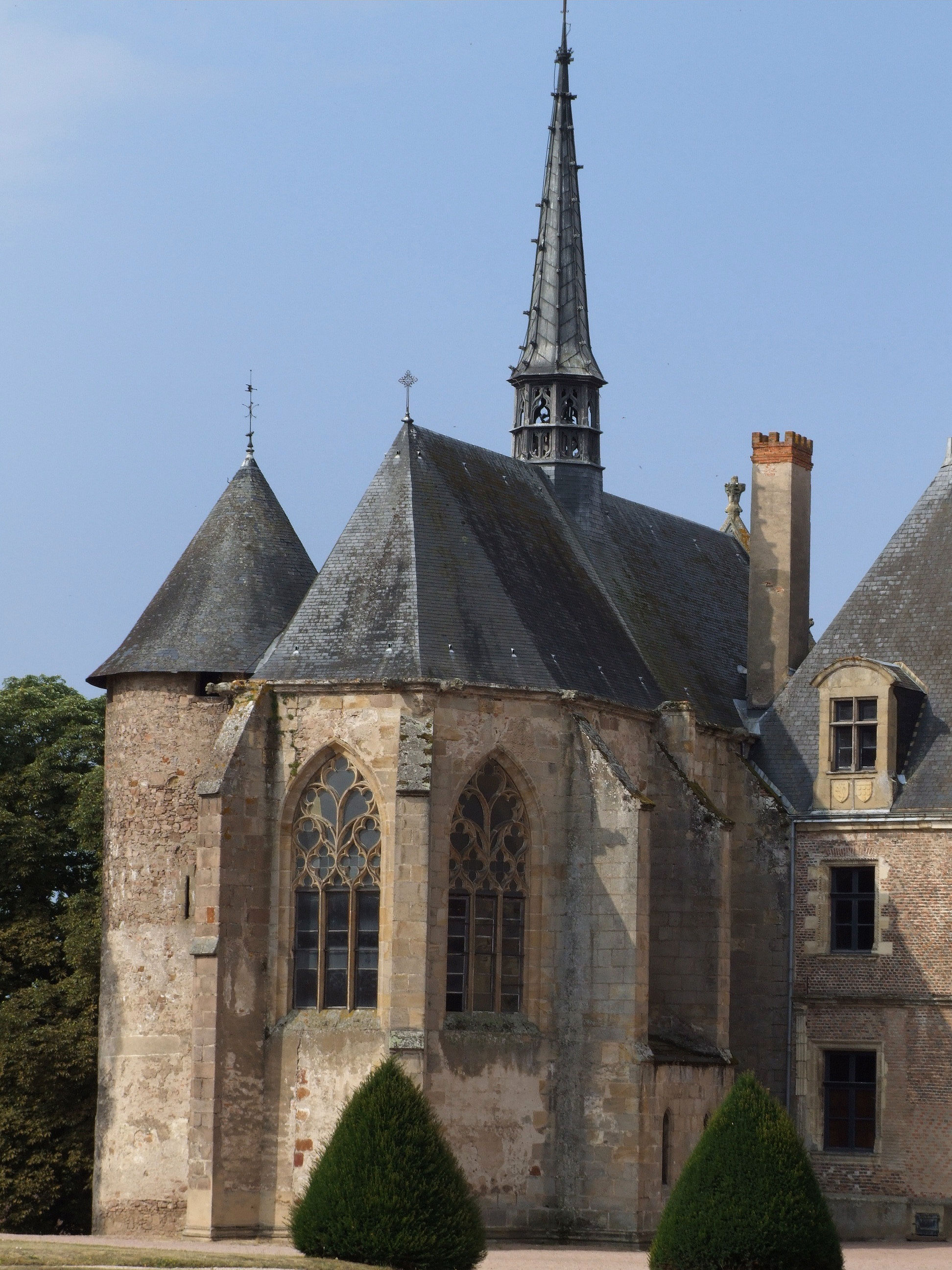
Chevet de la Chapelle Saint-Léger du château de La Palice.

C'est probablement Geoffroy de Chabannes, dit « le seigneur de Charluz », fils aîné de Jacques Ier de Chabannes, grand maître de France qui entreprit la construction de la chapelle Saint-Léger (précédemment romane), vers la fin du XVe siècle, peu de temps avant la mort du Grand Maître survenue quelques mois après avoir été mortellement blessé en 1453 à la bataille de Castillon en Guyenne. Selon l'archiviste Henri Stein la construction de l'élégante chapelle Saint-Léger du château de La Palisse, serait due aux travaux de Jehan Poncelet, maître maçon du duc Charles Ier de Bourbon, qui fut maître d’œuvre de la Sainte-Chapelle du château de Bourbon-l'Archambault ainsi que de la chapelle neuve du prieuré Saint-Pierre-et-Saint-Paul de Souvigny.
Fort riche à sa mort, le chroniqueur Jean Chartier, historiographe officiel du roi Charles VII, nous apprend que le Grand-Maître Jacques Ier de Chabannes, qui s'en réfère aux écrits du mémorialiste Sébastien Mamerot, que celui-ci « acquesta les seigneuries de Montagu (Montaigu-le-Blin), La Palice & Chasteau-Perou (Châtelperron) & que le jours de son trépas, il avoit pour Soixante Mille Livres de prisonniers Anglois entre ses mains.. ».
Peu de temps après la mort du chevalier, une bulle du pape Calixte III de février 1456 autorisa la fondation de six chapellenies, dans la chapelle du château de La Palisse. Sa veuve Anne de Lavieu, dame de Feugerolles, fonda six prébendes vers l'an 1456, mais dont l'acte ne fut signé que le 27 octobre 1461 au château de La Palice par son fils Geoffroy de Chabannes, seigneur de La Palice, par Antoine de Chabannes, son frère, et Anthoine de Balsac, abbé de l'abbaye de Savigny. Selon le célèbre feudiste Edme de La Poix de Fréminville qui fut notaire royal à La Palisse, celui-ci avance comme date de cette pieuse fondation, l'année 1450.

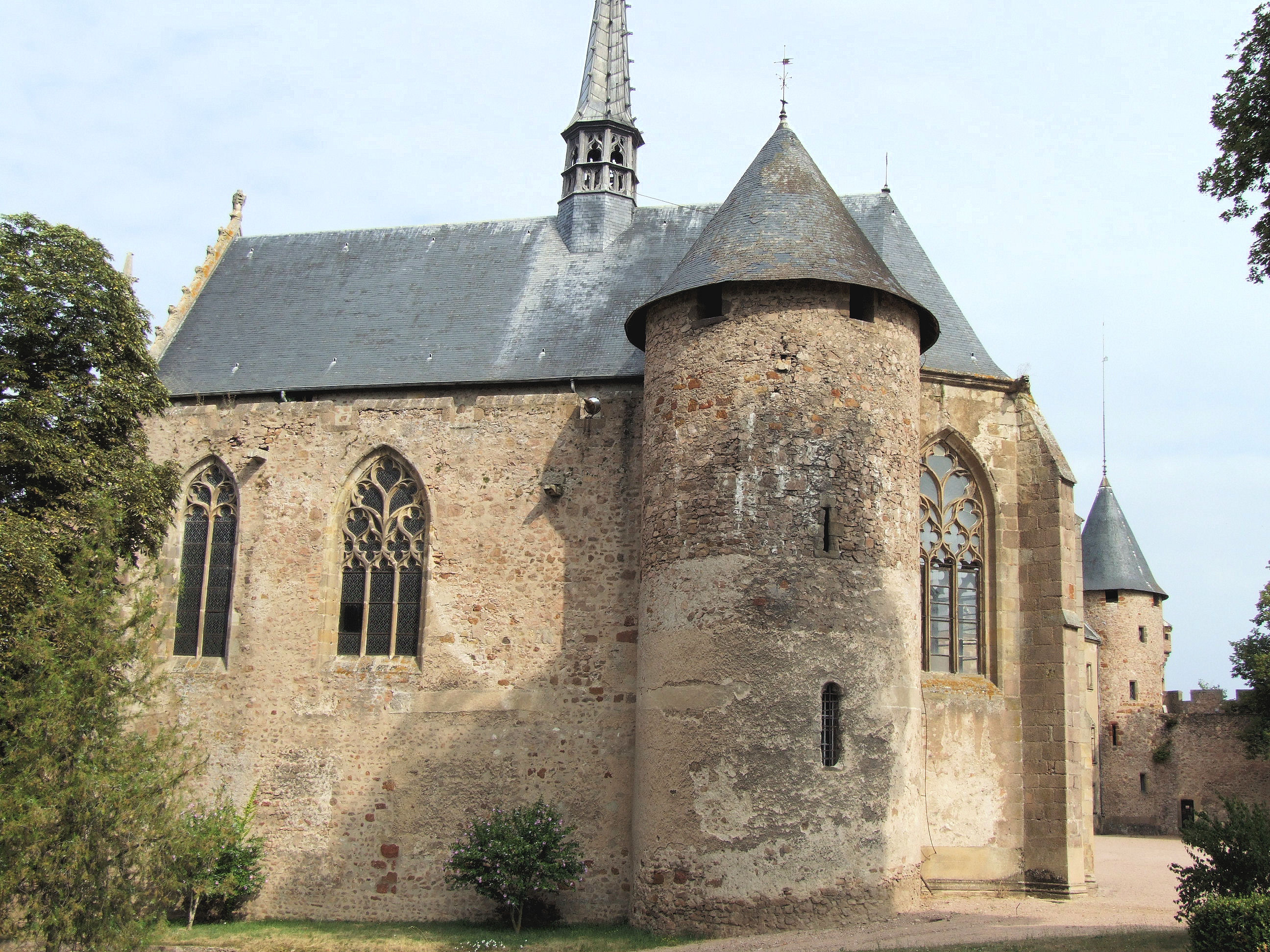
Ancienne courtine crénelée (fin XVe siècle) et tour défensive de la chapelle Saint-Léger du château de La Palice.

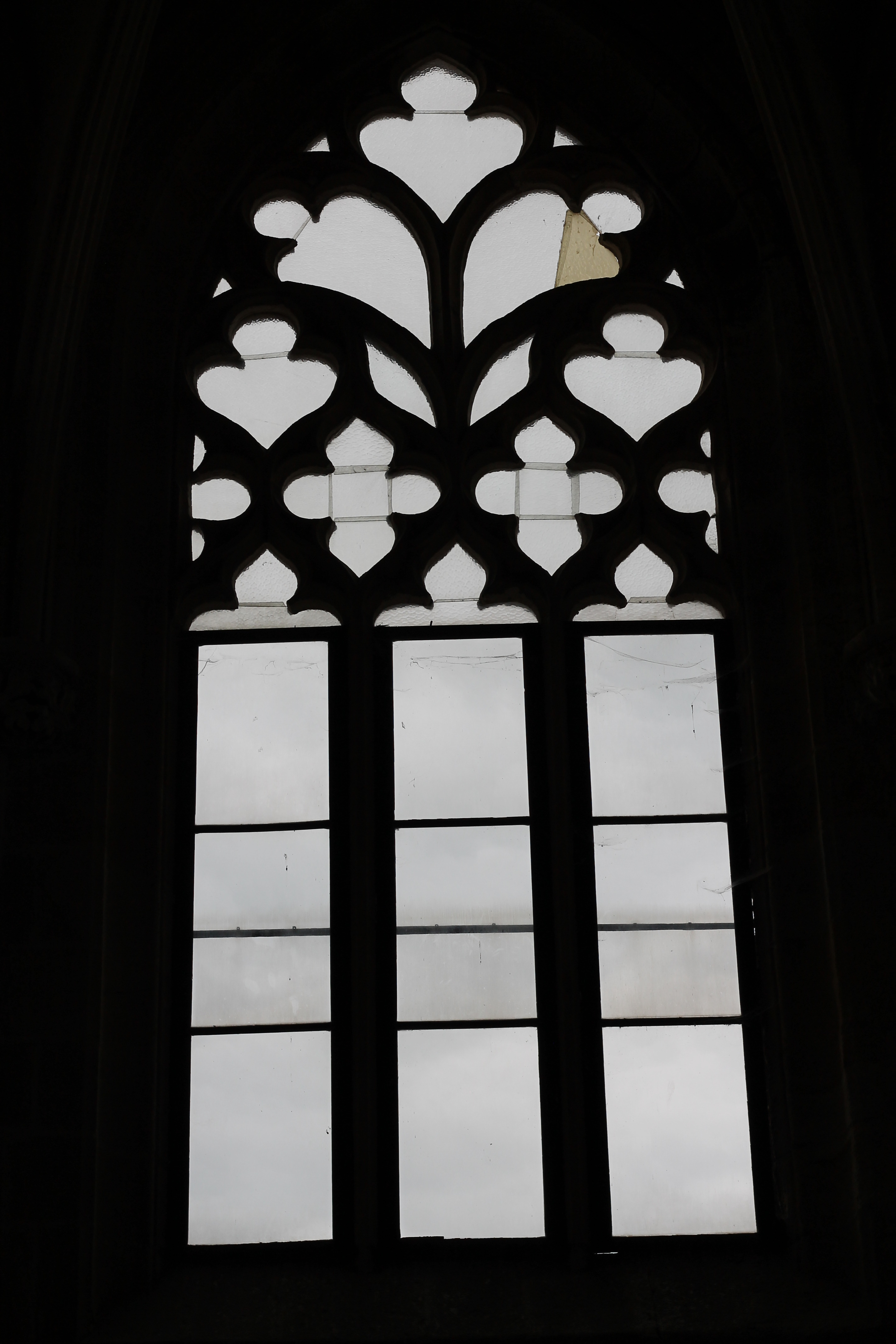

Le mausolée et les gisants, représentant le grand maître Jacques Ier de Chabannes et son épouse, Anne de Lavieu, ont été élevés vers 1470 par son fils Geoffroy de Chabannes, dit « le seigneur de Charluz », sculptures qui furent saccagées sous la Terreur lors de la Révolution française. La chapelle Saint-Léger succédant probablement à un premier édifice roman, a été reconstruite vers la fin du XVe siècle dans le style gothique, prenant appui contre la courtine sud d'origine qui lui servait de mur gouttereau, restructuration annonçant l'abandon définitif de la fonction défensive du château primitif, qui va s'affirmer au cours de la Renaissance, entre 1516 et 1521 sous l'impulsion de Jacques II. Dans cette chapelle, on peut aussi remarquer sur le côté gauche de la nef, un étonnant et gracieux petit oratoire muni d'une cheminée gothique, qui devait servir en réalité aux usages privés et au cérémonial des prêtres et desdits chapelains rattachés au service de la maison de Chabannes, officiant dans ladite chapelle seigneuriale.

### Période duXVIesiècle

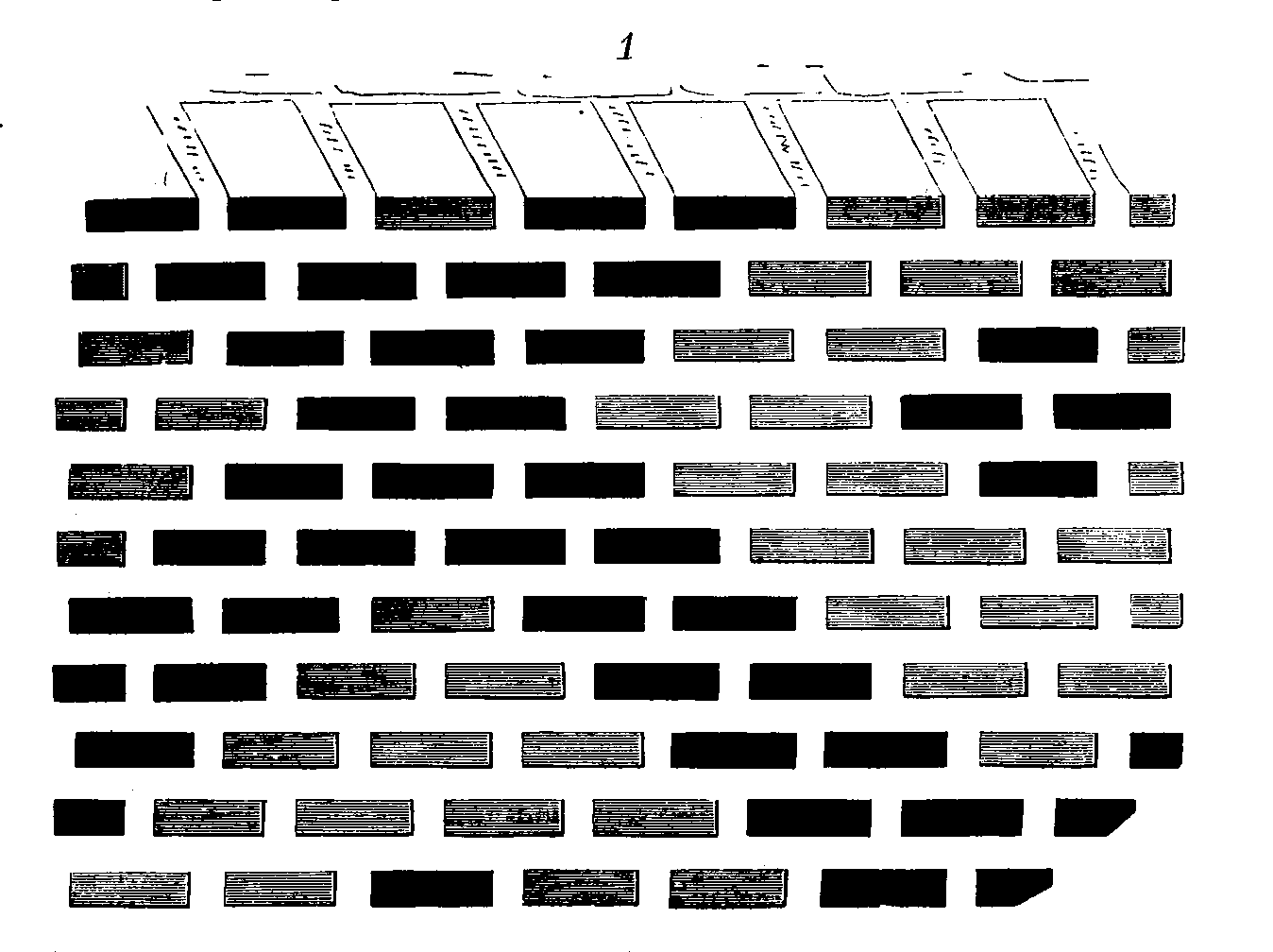
Relevé du parement en briques boutisses, du Château de La Palice, d'après Eugène Viollet-le-Duc.

Son petit-fils Jacques II de Chabannes de La Palice, maréchal de France sous François Ier, marié en 1514 en secondes noces à Marie de Melun dame de Montmirail, fit construire au début du XVIe siècle (vers 1520), le grand logis de l'aile renaissance en briques polychromes rose et noire, d'un style régional dit « Bourbonnais » qui alliait comme au château de Pomay la sobriété à l'élégance. Le maréchal fit détruire plusieurs substructions moyenâgeuses, afin de bâtir les appartements de l'aile centrale, lesquels venaient combler le terre-plein central et le rempart reliant la tour des Lanciers à la chapelle Saint-Ligier, autrefois église paroissiale fortifiée dans laquelle pouvait se réfugier les villageois. On peut voir, de nos jours, au faitage de ladite chapelle, le reste encore très visible d'un chemin de ronde relié à la tour de la chapelle, lequel devait communiquer sur le haut de l'enceinte médiévale. Au début du XVIe siècle, cette nouvelle construction, dite du « château neuf » percée de fenêtres à meneaux moulurées de délicats motifs, remplaçait ainsi l'ancienne courtine qui reliait jadis le château fort ou « château vieux » à la chapelle de style gothique. Au début du XIXe siècle, dans son Traité d'Architecture, le célèbre restaurateur et architecte Eugène Viollet-le-Duc cite dans son ouvrage l'élégance de la construction, avec l'utilisation de briques boutisse assemblées dans le sens de leurs profondeurs et disposées sur d'épais lits de mortier, système de maçonnerie fort ingénieux pour l'époque, augmentant ainsi extraordinairement la solidité de l'édifice de par l'appareillage des murs. Afin de desservir la distribution des divers appartements du rez de chaussée surélevés au dessus des cuisines et du 1er étage ; une tour d'escalier de forme hexagonale complètement hors œuvre dite « tour de la Marquise » et de construction légèrement asymétrique , venait scandé en son quasi centre, la façade principale du nouveau logis. Les deux pans de murs de la tour d'escaliers d'inégales dimensions ont été conçus (par des maçons moulinois ou italiens ?) de façon à corriger visuellement la position biaisée de la chapelle castrale, et afin de coordonner entre ceux-ci, donnant l'illusion d'optique d'une parfaite rectitude.

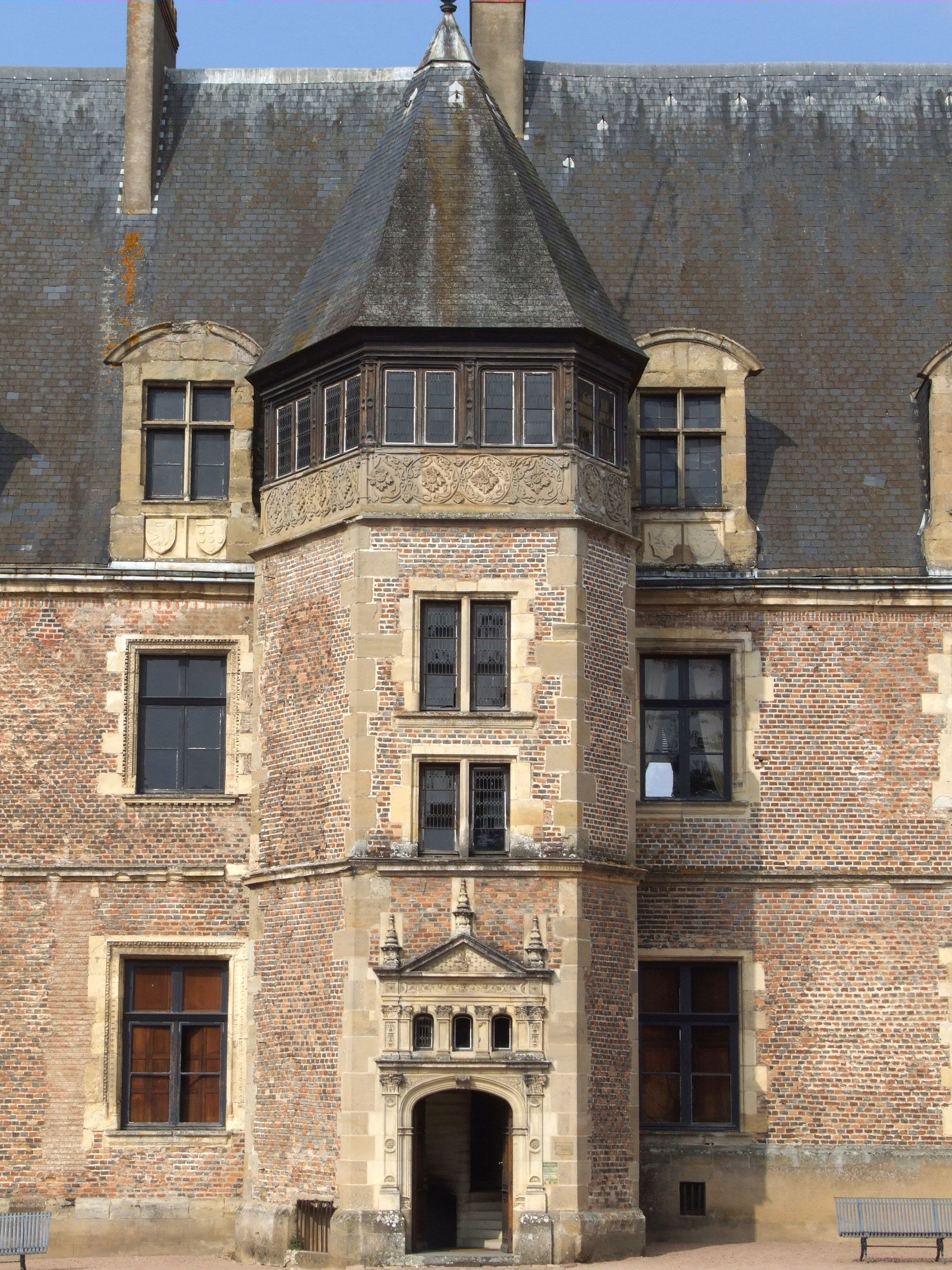
Tour d'escalier ornée d'une frise en relief du Château de La Palice (début XVIe siècle), dite « Tour de La Marquise ».

Cette très subtile découverte serait due, selon la savante étude de Mme Françoise Goutaudier, à l'inspiration d'un très célèbre artiste italien du nom de Benvenuto Cellini. Le premier séjour à la cour de France du célèbre florentin date de 1537, comme il le mentionne lui-même dans ses Mémoires et où il fut victime sur la route de La Palisse de brigands de grands chemins qui voulurent l'assassiner ou le dépouiller de ses bagages. Pourtant, à cette époque, le gros œuvre du nouveau château était complètement terminé. De l'époque renaissance italienne, le château de La Palice conserve trois pièces particulièrement remarquables qui sont : au rez-de-chaussée, le Grand Salon de Réception, à l'origine tendu de cuir de Cordoue et couvert d'un magnifique plafond à caissons rehaussé d'éclatantes couleurs encore intactes où figurent des dauphins, des cornes d'abondance ou de fins rinceaux, immédiatement suivi en enfilade par un studiolo italien, surmonté d'un très beau plafond à caisson peint de fines arabesques et orné aux intersections de roses en clef pendantes, dorées à la feuille. Au premier étage du nouveau logis, une pièce d'apparat reconnue comme unique en Europe, dite « le Salon Doré », en réalité la « Chambre Royale » était orné d'un extraordinaire plafond à caisson de conception très complexe et très ouvragé, peint et doré à la feuille d'or, et qui abrita la Tenture des neuf Preux, ensemble de tapisseries flamandes du XVe siècle. Comme on peut le voir sur la précieuse gravure de Claude Chastillon datée de la fin du XVIe siècle, l'aile renaissance du château de La Palice était à l'origine percée de cinq baies par étages (et non de sept) séparées après la 3e d'un plus large trumeau et où l'on pouvait encore distinguer sur la façade donnant sur la ville, le « décrochement » entre les deux parties du château, médiévale et renaissance. On peut également remarquer sur cette inestimable gravure, l'existence d'une partie de l'enceinte médiévale prolongeant la tour de la chapelle et aussi les toits d'un ancien logis de l'aile dite « du Connétable ». D'une conception très sobre et élégante, la tour centrale du logis renaissance, s'ornait au début du XVIe siècle d'un seul motif décoratif : un enroulement ou frise sculptée feuillagée, décoration probablement ramenée par le célèbre maréchal de France du Vendômois proche de la vallée de la Loire, motif ou élément de décoration qui s'observe tout particulièrement au manoir de la Poissonnière, demeure du poète Pierre de Ronsard, auprès duquel Jacques II de Chabannes possédait un fief. Les autres transformations de la tour centrale, face à la cour d'honneur (chambre haute vitrée et porte principale d'entrée), ne sont que des restaurations ou des rajouts, apportées au cours du XIXe siècle.

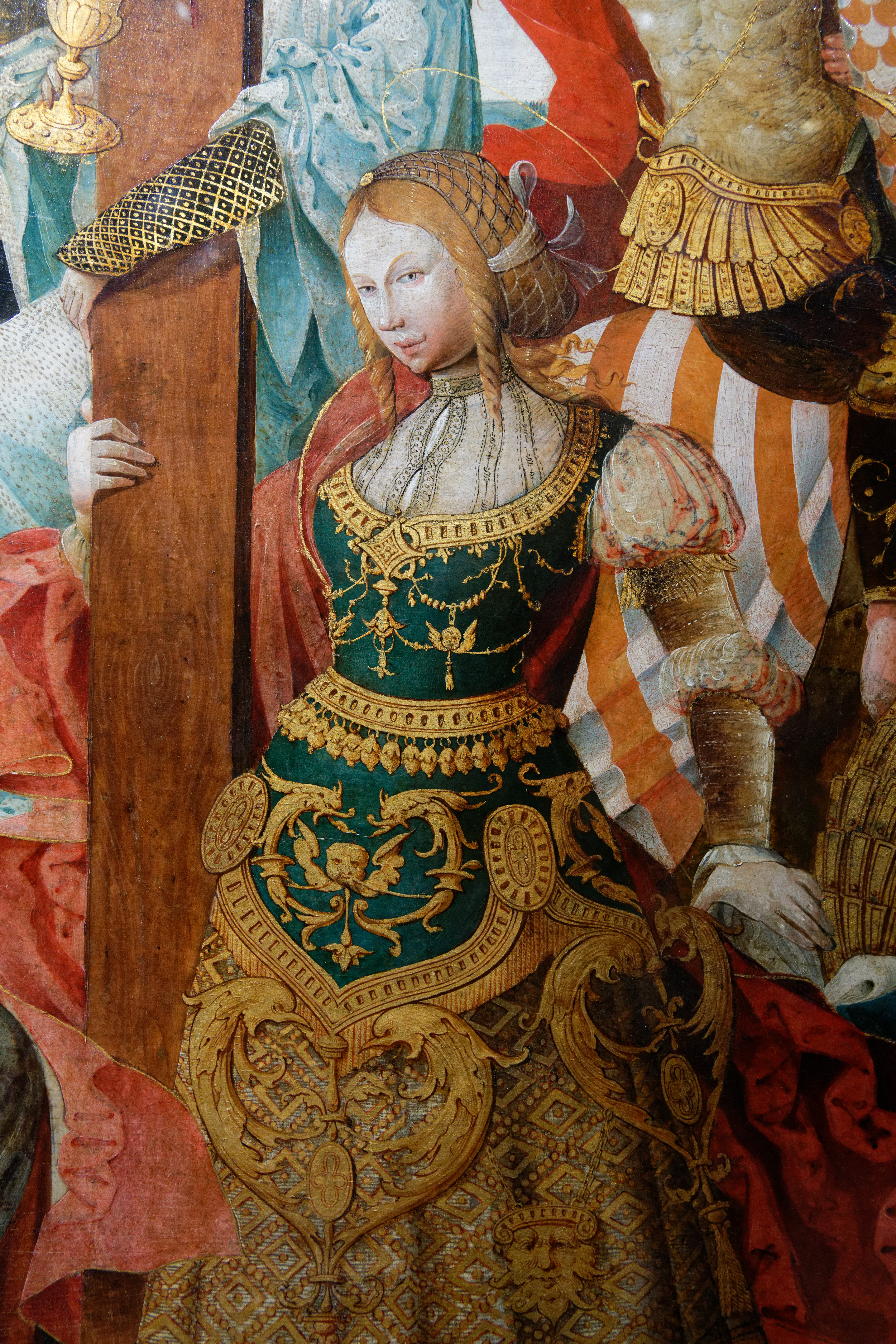
Sous les traits d'une sainte Marie Madeleine, portrait présumé de Dame Marie de Melun, maréchale de Chabannes de La Palice. École allemande début XVIe. Retable dit de La Crucifixion de Lapalisse - Musée Anne de Beaujeu. Moulins-sur-Allier.

Selon une tradition largement établie, à la suite d'un différend avec la mère du roi Louise de Savoie, c'est du château de La Palice que le connétable de Bourbon, qui feignit d'être malade, commença à fomenter en 1523 sa défection envers le pouvoir royal et commença à prendre la fuite en direction de son château de Chantelle, puis se réfugia dans un de ses fiefs à Montbrison. Après une première entrevue secrète dans la nuit du 6 au 7 septembre 1523 au château de Gayette, il reçut l'envoyé anglais Sir John Russel, 1er comte de Bedford, ambassadeur et agent secret du roi Henri VIII. Le connétable déjouant la supposée alliance anglaise semblant douteuse, préféra finalement opter pour un rapprochement avec la maison d'Espagne de l'empereur Charles Quint.

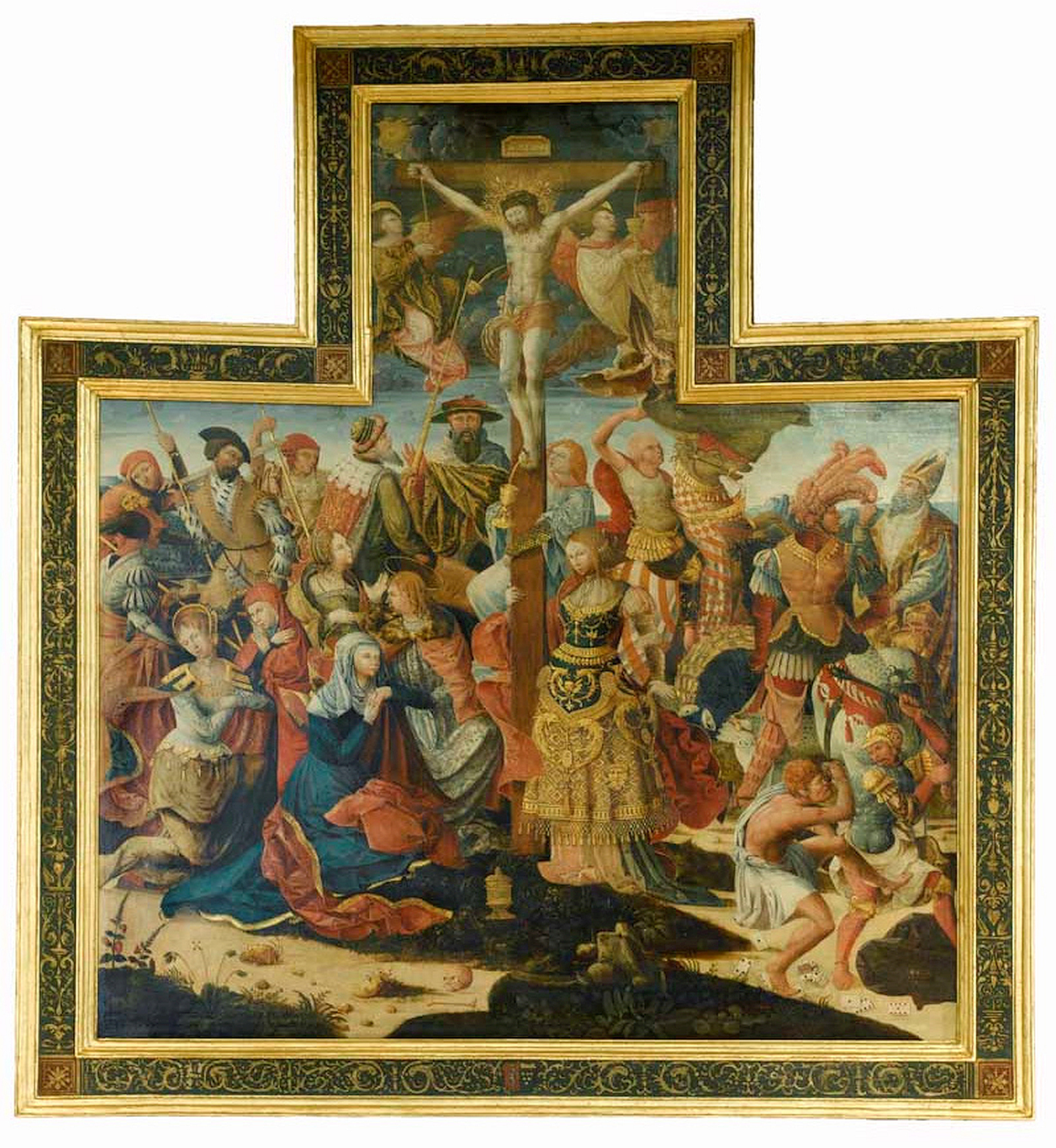
Retable dit de La Crucifixion de La Lapalisse. (Art de la Renaissance allemande du début du XVIe siècle).

Si le XVIe siècle fut particulièrement Le Siècle des Femmes (Anne de Bretagne, Anne de Beaujeu, Louise de Savoie, Catherine de Médicis, Diane de Poitiers, Louise Labé, de Jeanne d'Albret, Marguerite de Navarre, de Marie de Luxembourg (parente de Marie de Melun), de Gabrielle d'Estrée, de Marguerite de Valois, etc.)). Au château de La Palice, cette réalité-là fut encore plus vraie ! Sans cesse appelé auprès du roi de France pour des campagnes militaires en Italie, le maréchal de La Palice n'eut pas le temps de superviser les travaux d'avancement de sa nouvelle demeure. Aux côtés de sa seconde épouse, une maîtresse, dame Marie de Melun d'Epinoy, nièce du fameux Connétable Louis de Luxembourg-Saint-Pol, en dirigea seule l'avancement des travaux et les aménagements intérieurs du nouveau château Renaissance dit Le Château Neuf. Cette femme lettrée, aimant particulièrement les Beaux-Arts, veuve en 1512 de son premier mari Jean V de Bruges, sire de La Gruthuse, fit reproduire sur la façade (côté ville), nombre de blasons des deux familles seigneuriales, de Chabannes / Melun. Peu après la mort glorieuse en Italie du feu maréchal de La Palice, par acte des 3 et 4 août 1526, sa veuve Marie de Melun fit également plusieurs belles fondations dans la chapelle du château de La Palice. Sur les conseils avisés de sa plus proche parente, sa cousine Marie de Luxembourg, la maréchale de Chabannes Marie de Melun, fit élever vers 1530 dans la chapelle du château de La Palice, à la mémoire du preux maréchal tombé à Pavie, un somptueux mausolée tout en marbre de carrare. Ce magnifique cénotaphe, d'abord pressenti par l'historien d'art Pierre Pradel comme être probablement une œuvre attribuée au français Michel Colombe, thèse complètement située aux antipodes de celle soutenue par l'éminent spécialiste de l'art André Chastel qui apparente la facture du mausolée du maréchal de La Palice, être dû au contraire aux meilleurs ateliers du nord de l'Italie. D'après l'avis de nombreux experts, cette merveille de l'art italien de la Renaissance, d'un travail raffiné serait dû incontestablement aux ciseaux de l'atelier des Giusti de la famille Juste. En effet, le mausolée du maréchal ressemble très étrangement à celui de Louis XII à la basilique de Saint-Denis ou plus encore à celui de Marie de Luxembourg, comtesse douairière de Vendôme et de Saint-Pol, parente de Marie de Melun, veuve du maréchal de La Palice, monument funéraire exposé au musée de Vendôme.

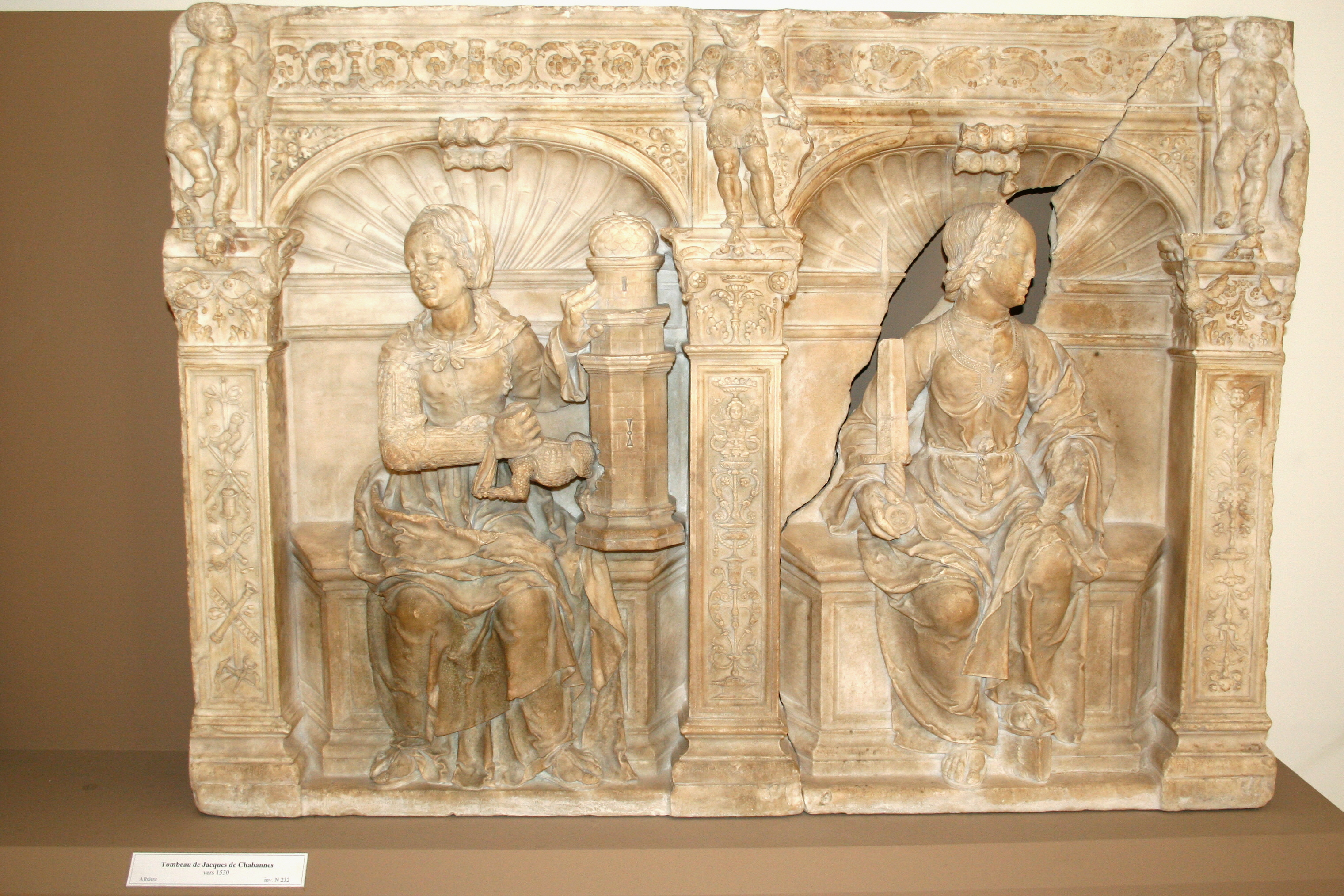
Fragments du Mausolée de La Palice (XVIe siècle). Musée Calvet d'Avignon (La Force et la Justice).

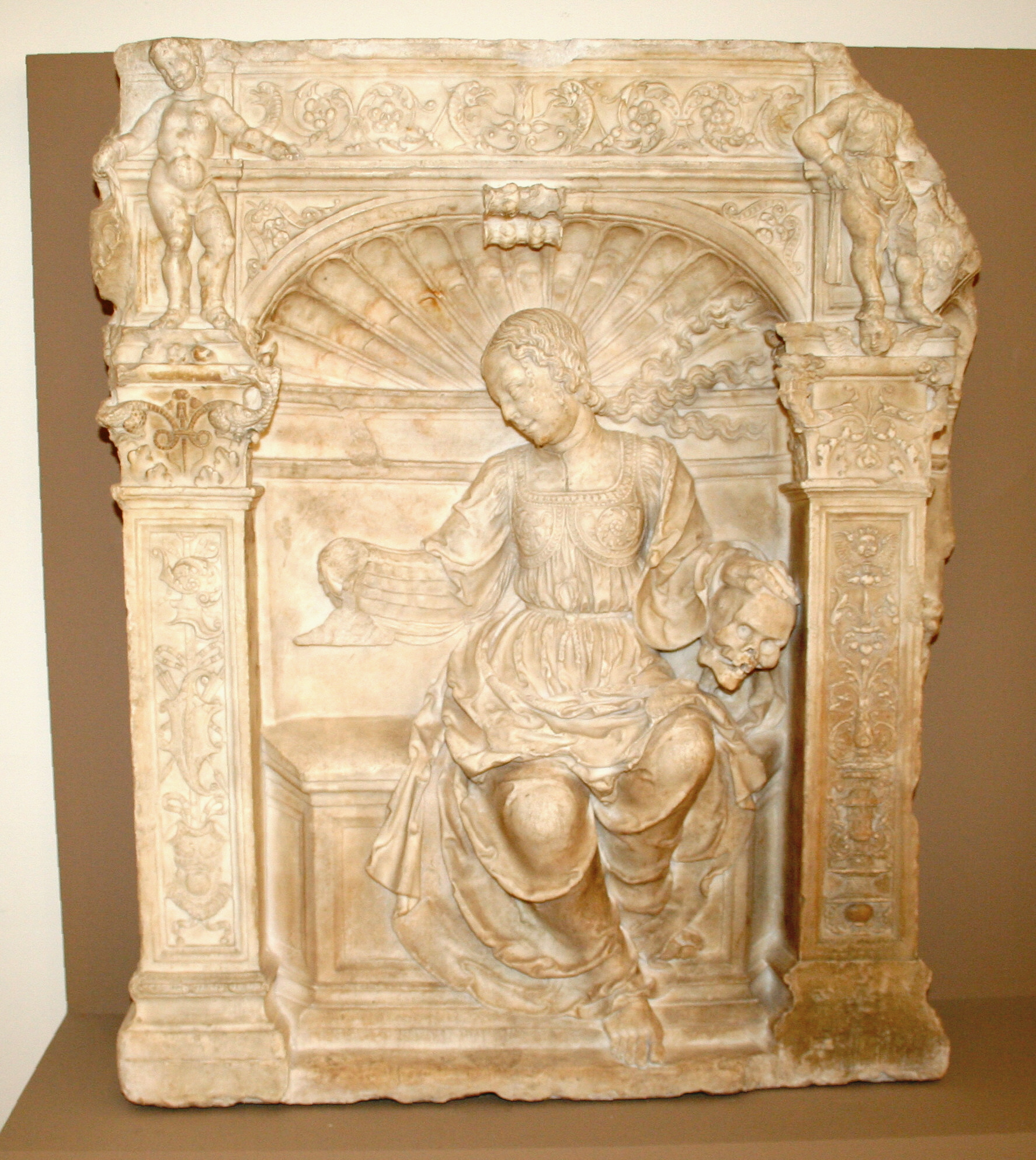
Elément du Tombeau du Maréchal de La Palice. Musée Calvet d'Avignon. Bas relief symbolisant La Prudence.

Comme celui de son grand-père Jacques Ier de Chabannes relativement épargné ; le monument du maréchal de La Palice qui, aux yeux des révolutionnaires, personnifiait l'opulence de la noblesse militaire, fut totalement ravagé et mis en pièces sous la Terreur et ses riches ornements sculpturaux en furent dispersés. Cependant, trois fragments composant le soubassement du mausolée subsistent encore de nos jours au musée Calvet d'Avignon. Ils représentent dans des niches richement ouvragées certaines des quatre vertus cardinales, scandées par de gracieux Putti ou Putto : La Justice, La Tempérance, La Force et un fragment disparu. Marie de Melun, veuve du maréchal de Chabannes, se fit aussi représentée sur cet exceptionnel mausolée en albâtre, qui représentaient les statues grandeur nature de deux orants en prière. Selon ses vœux devant l'éternité, la noble dame désira que son corps reposa à La Palisse auprès du légendaire maréchal de France, mais souhaita que son cœur reposa dans le Perche dans l'église Notre-Dame de Montmirail la Superbe.

### Période duXVIIesiècle
Pendant presque toute la totalité du XVIIe siècle, le château de La Palice appartint à la famille de La Guiche, originaire du Charolais en Bourgogne. Veuve de Just III de Tournon, comte de Roussillon, ambassadeur à Rome et fils de Just II de Tournon ; Éléonore de Chabannes, fille de Charles de Chabannes et petite-fille de l'illustre maréchal de France, se remaria vers 1570 à Philibert de la Guiche, fait grand maître de l'artillerie du roi en 1578.

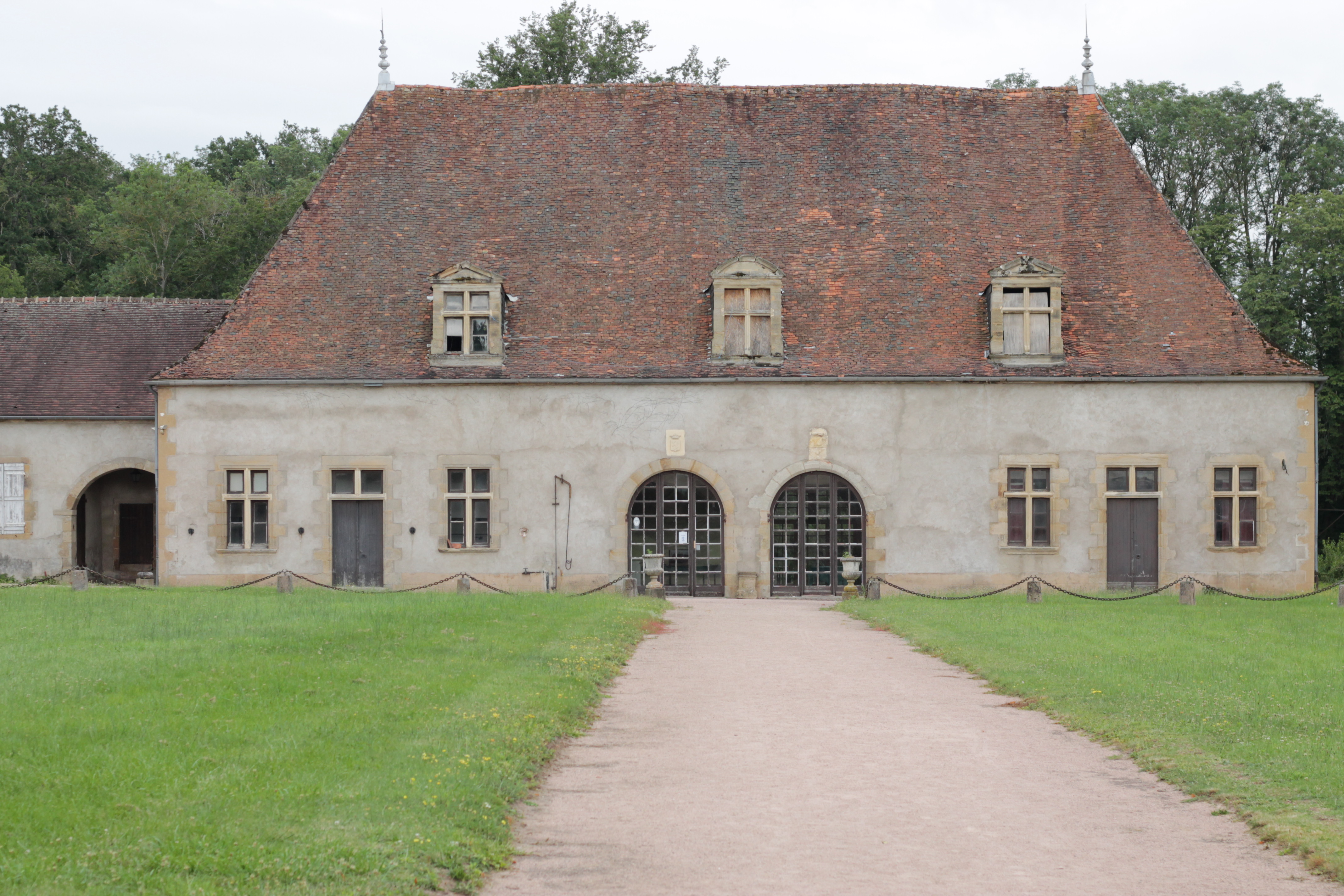
Communs et écuries du château de La Palice (XVIIe siècle) érigées en 1613 par Jean-François de La Guiche, seigneur de Saint-Géran et comte de La Palice.

Le fils du maréchal, Claude Maximilien de la Guiche, comte de Saint-Géran, épouse en 1619 Suzanne de Longaunay dont il eut un fils, Bernard, en 1641 ; l'enfant fut enlevé pendant les couches par des parents qui voulaient s'approprier les biens des comtes de Saint-Géran et qui contestaient la légitimité de sa naissance, car il était né vingt-et-un ans après le mariage ; retrouvé neuf ans après, il s'ensuivit seize années de procédures et quinze arrêts avant que Bernard de la Guiche fut reconnu légitime héritier des noms et biens de la maison de La Guiche en 1666. Son père était mort en 1659.
En septembre 1677, Madame de Sévigné vint visiter au château son amie, née Françoise de Warignies, qu'elle avait surnommée « la bonne Saint-Géran ».
Le comte de Saint-Géran mourut à Paris en 1695, laissant une fille unique qui se fit religieuse en 1713, et qui, avant d'entrer dans les ordres, avait donné son patrimoine à sa cousine Anne-Geneviève de Lévis, mariée à Hercule Mériadec, prince de Rohan-Soubise, qui, le 14 mars 1715, vendit le château à messire Gilles Brunet d'Évry, conseiller du roi, intendant de la généralité de Moulins.

### Période duXVIIIesiècle
En 1724, par lettres patentes royales, les seigneuries et terres de la Palice, Montmorillon, les Bouchaines et Droiturier, furent érigées pour Brunet d'Évry en marquisat. Ce dernier vendit en 1731 la terre et le château à François-Antoine de Chabannes (1686-1754), comte de Chabannes-Pionsat, qui, le 4 novembre 1748, âgé de 52 ans, convola en secondes noces au palais de Fontainebleau — en présence du couple royal — avec Marie-Félicité du Plessis-Châtillon (1723-1794), fille du marquis du Plessis-Châtillon et de Nonant, 25 ans. Veuve en 1754, celle-ci se remaria en février 1760 avec Charles Bernard Martial Pelet de Narbonne (1720-1775), baron de Narbonne-Pelet ; veuve deux fois et âgée de 70 ans, elle fut guillotinée (inhumée au cimetière de Picpus).
Son premier époux, mort sans postérité de ses deux unions, avait légué ses biens à son neveu Jean-Frédéric de Chabannes (1762-1836), marquis de Curton, comte de Rochefort, seigneur de Madic, qui prit alors le titre de marquis de Chabannes-La Palice ; il fut député suppléant de la Noblesse de la sénéchaussée de Moulins aux États Généraux de 1789.
Ce dernier ayant émigré fin 1789 à Naples, puis à Smyrne en 1790, effectua vers 1791 des missions pour le comte d'Artois à Londres, et se remaria en 1797 en Turquie avec Anna van Lennep (1765-1839), fille du chef de la factorerie hollandaise de Smyrne et consul général des Pays-Bas en Anatolie.
Aide de camp de Louis XVIII de 1813 à 1814, disgracié en 1815, il écrivit contre la Charte et le nouveau régime, s'exila, fut successivement partisan puis adversaire de Louis-Philippe Ier et « inventeur, franc-maçon et écrivain ».

### Période duXIXesiècle
En 1802, grâce à l'intervention de Talleyrand, son oncle par alliance, le marquis de Chabannes se vit restituer ce qui restait des biens familiaux, le domaine ayant été aliéné ou loti. Dans l'intervalle, le château avait été pillé, puis avait servi de local au tribunal et pour loger les autorités ; la chapelle avait quasiment été détruite ; ne pouvant entreprendre de restaurer la demeure dévastée, il n'y habita pas.
La mairie, la sous-préfecture et l'église paroissiale avaient été construites sur ses anciennes dépendances.
À sa mort en 1835, le château passa à son fils Hugues-Jean-Jacques-Gilbert-Frédéric (1792-1869), second marquis de Chabannes-Curton et La Palice, époux le 16 août 1827 de Mathilda ou Mathilde Dawes (1811-1854), une des sept enfants d'un pêcheur de l'île de Wight et nièce de l'aventurière anglaise Sophie Dawes (1790-1840), qui était depuis 1810 la maîtresse attitrée du richissime duc de Bourbon, dernier prince de Condé en 1818 alors exilé en Angleterre, réputé être le premier propriétaire foncier de France.
Cette union négociée devait sceller la réconciliation entre Talleyrand et le prince de Condé, qui soupçonnait (à raison) la responsabilité politique du ministre dans l'enlèvement hors de France, la condamnation et l'exécution de son fils unique le duc d'Enghien sur ordre de Napoléon Bonaparte.
Cet accord permettait à cette femme que, sa séparation (mars 1824), puis son divorce (1827) d'avec Adrien Victor de Feuchères, qui avait découvert son infortune, avaient écartée de la Cour et de la ville, d'y faire son retour officiel en janvier 1830, par l'entremise des Orléans auprès de Charles X.
Ces faits sont à mettre en rapport avec un portrait peint du prince de Condé, présenté lors de la visite du château comme « un ami de la famille », surmontant un médaillon en plâtre le représentant de profil face à celui de son fils (inscription) ; après moult manœuvres ou pressions de son entourage, le duc léguera par testament daté du 29 août 1829, un an avant d'être retrouvé pendu (ou étranglé à la suite d'un jeu érotique « ayant mal tourné ») à l'espagnolette d'une fenêtre de son château de Saint-Leu la majeure partie de son immense fortune à son petit-neveu et filleul Henri d'Orléans, duc d'Aumale. Celui-ci, venu visiter La Palice en 1877, exprimera son admiration pour ses plafonds.
C'est probablement grâce à ces importantes sommes d'argent qu'à cette époque, le marquis de Chabannes-La Palice achètera des terres autour du château pour en reconstituer le parc et entreprendra à partir de 1846 la restauration des bâtiments.
En mai 1858, Antonetta Elis, épouse depuis mai 1826 d'Alfred Jean Édouard, comte de Chabannes-La Palice (né en Angleterre en 1799), aide de camp de Louis-Philippe Ier, fut nommée dame pour accompagner Adélaïde d'Orléans au château d'Eu, puis dame de l'ex-reine Marie-Amélie dans son exil anglais de Claremont.

### Période duXXesiècle
Le château, resté dans cette famille — par adoption d'un petit-neveu en 1929 — fut classé monument historique en 1862, puis semble-t-il déclassé en 1888. En 1928, le château, la chapelle et les remparts furent inscrits à l'Inventaire supplémentaire des monuments historiques, puis classés le 17 août 1933 et le 29 octobre 1999, classés à nouveau avec l'enceinte, les sols et les écuries, la porterie d'entrée et les jardins étant inscrits depuis le 28 juillet 1998.

## Quelques visiteurs royaux à La Palisse
- Le 3 mars 1371, le duc Philippe II de Bourgogne (dit Philippe Le Hardi) dîna et gîta au château.
- Séjour en Bourbonnais pendant la Praguerie, du 13 au 17 septembre 1440 du roi Charles VII. Lors de ce déplacement politique, le roi couche à La Palice.
- Séjour du dauphin Louis XI en octobre 1452, où il retrouve son maître d'hôtel Gabriel de Bernes, seigneur de Targes.
- Lettre du roi Charles VII adressée à Antoine de Chabannes, écrite et envoyée par le roi de La Palisse le 4 octobre 1456.
- Lettre du roi Charles VII du 19 octobre 1456 (envoi d'une lettre du roi à la Chambre des Comptes de Paris, écrite par lui à La Palisse).
- Présence du roi Charles VIII le 27 octobre 1490, ainsi que le 1er juillet 1496, et séjour prolongé du roi du 21 au 27 juillet 1497.
- Arrêts du roi Louis XII le 17 mars 1507, du 15 au 19 août 1508, et le 6 avril 1511.
- Lettre de Louise de Savoie mère du roi François Ier et de Claude de France écrite de La Palice le 10 novembre 1515.
- Arrêts ou séjours du roi François Ier  le 15 mai 1533, le 16 octobre 1536, le 18 mars 1837 et le 18 mars 1538 (Catalogue des Actes, Tome 8).
- Réception le 17 octobre 1548 au château du roi Henri II et de Catherine de Médicis, accompagnés du cardinal Charles de Lorraines se rendant à Moulins à l'occasion du mariage de Jeanne d'Albret et d'Antoine de Bourbon, futurs parents du roi Henri IV.
- Lettre écrite et envoyée de La Palice, par Catherine de Médicis, le 28 octobre 1579 (Correspondance - Tome 7).
- Séjour en 1585 à La Palice, du chancelier Michel de L'Hospital, ami et protecteur de Marguerite de Valois (Épitres de Michel de L'Hospital).
- Passage de Henri IV, dit "Le Vert Galant ou le Bon roi Henri", roi de France & de Navarre, au château de La Palisse, le 25 septembre 1595 (Lettre du roi à Louis Potier de Gesvres. BnF Ms Fr. 3994, F° 176, La Palisse XXV Septembre 1595).
- De retour de Lyon et remontant sur Paris, arrêt et dîner du roi Louis XIII le 21 décembre 1622 à La Palisse. Couche à Varennes-sur-Allier.
- Le prince Henri II de Bourbon-Condé, futur père du Grand Condé, lors de son voyage vers l'Italie, couche à La Palisse, le 4 mars 1634.
- Venant de Lyon, arrêt du dauphin Louis de France, le futur Louis XIV, qui, après un arrêt dans la ville de Roanne, fait probablement halte le 18 janvier 1639 à La Palice, avant de se rendre à Moulins.
- Passage en duché de Bourbonnais le 21 février 1642 et coucher du roi Louis XIV à La Palice (Gazette de France - 1643).
- Séjour du roi Louis-Philippe Ier à La Palice.

## Description
Contrairement à ce que dit la brochure du château, ce n'est pas « la moitié de l'une des trois autres tapisseries perdues » (Josué, Judas Machabée et Artus), mais sept pièces sur neuf d'une autre tenture des Preux (Aubusson ou Felletin, entre 1525 et 1540) qui fut commandée pour la demeure de Pierre Paien ou Payen, seigneur de Chauray (Deux-Sèvres), lieutenant du sénéchal du roi en Poitou.
Cette série, la plus complète connue à ce jour, est exposée dans une salle de ce nom au château de Langeais (Indre-et-Loire).
Parmi les nombreux portraits anciens et souvenirs historiques conservés sur place, on peut citer une petite ancre en or, objet fétiche d'Horatio Nelson, brisée par le boulet de canon qui le blessa mortellement lors de la bataille de Trafalgar, et qui fut transmis à sa belle-famille française par la petite-fille de l'amiral Parker.
Parmi les plafonds anciens sculptés et peints de la demeure, on peut admirer celui du « salon doré » qui est dû à des artisans italiens de la Renaissance, composé de compartiments ou « caissons » en forme de losanges à pendentifs rehaussés d'or et de couleurs ; il fut autrefois recouvert de plâtre et longtemps négligé, mais une petite surface restaurée en évoque l'aspect ancien.
Cette œuvre, qui a été copiée pour le « grand salon Renaissance » du château de la Punta à Alata (Corse-du-Sud) édifié de 1883 à 1891 pour les Pozzo di Borgo, peut être rapprochée d'un autre plafond italien de cette époque, celui de plan polygonal en chêne (naturel) compartimenté et sculpté avec clefs pendantes de la « librairie » ou ancienne bibliothèque de Catherine de Médicis au château de Chenonceau, daté de 1525.
Les communs et anciennes écuries sont éloignés du château. La chapelle du XVe siècle abrite les gisants de Jacques Ier de Chabannes de La Palice et de son épouse.
En 1885-1886, le château a fait l'objet d'une restauration par l'architecte moulinois René Moreau ; les volets métalliques très corrodés de la façade sud peuvent dater de cette campagne de travaux, comme la paire de vasques de jardin en fonte placée à l'entrée.
Dix ans avant l'architecte et inspecteur des travaux diocésains de Moulins, Jean-Bélisaire Moreau avait restauré la chapelle Saint-Léger et y avait fait ajouter une flèche en charpente.

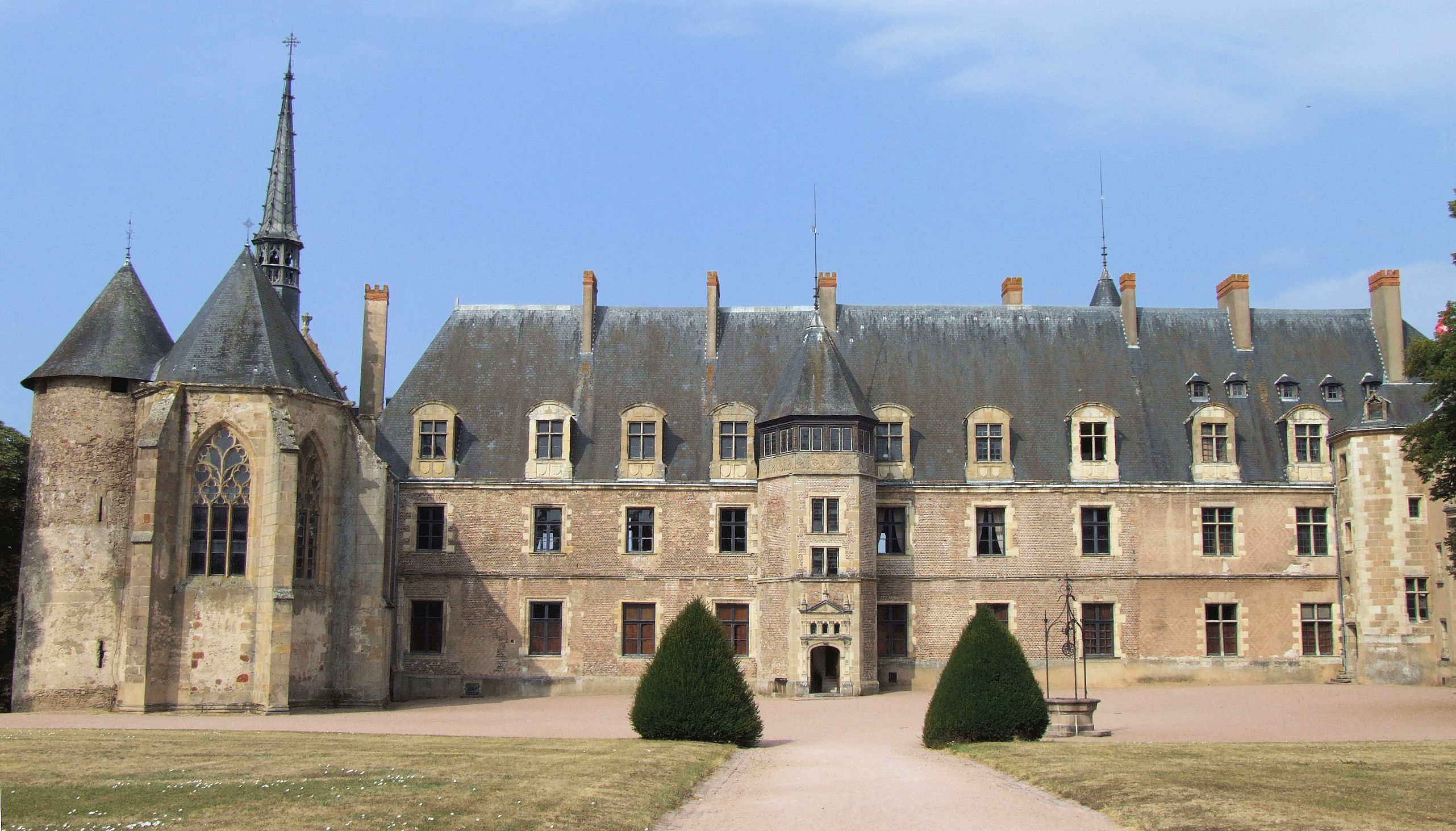
L'aile centrale Renaissance. A gauche, la chapelle Saint-Léger et une tour du château du XIIIe siècle.
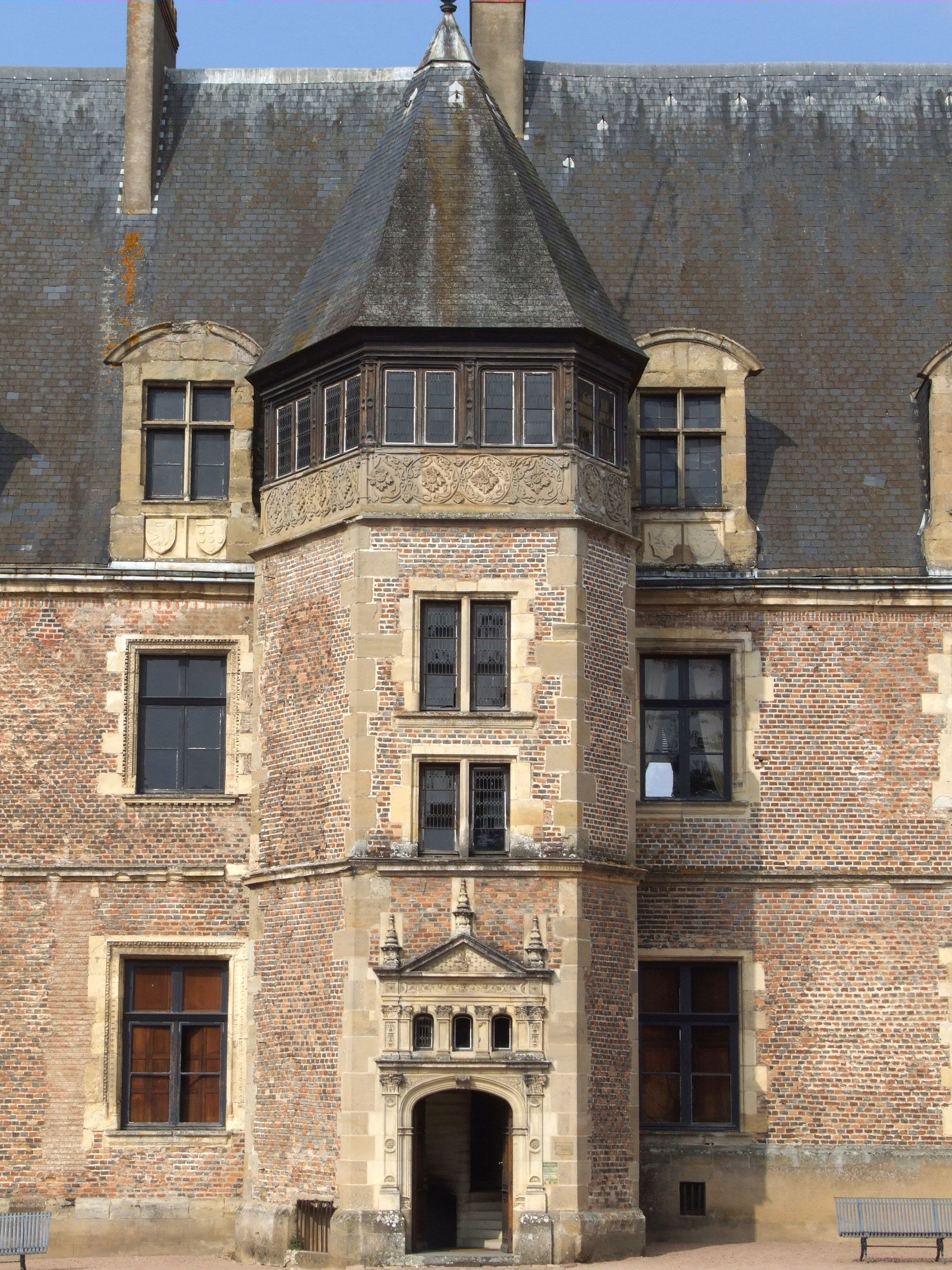
La tour-escalier et l'entrée du château.
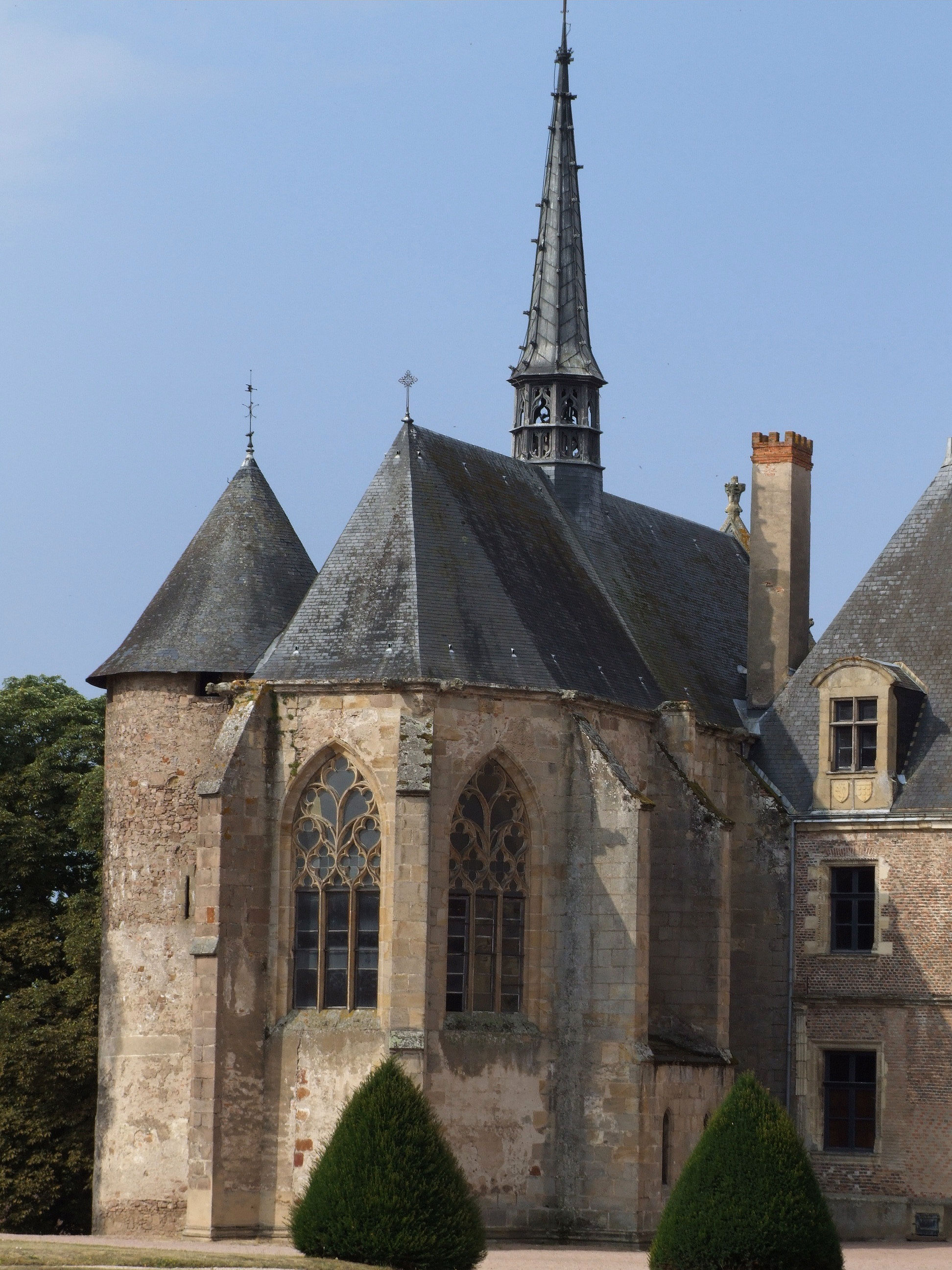
Le chevet de la chapelle Saint-Léger.
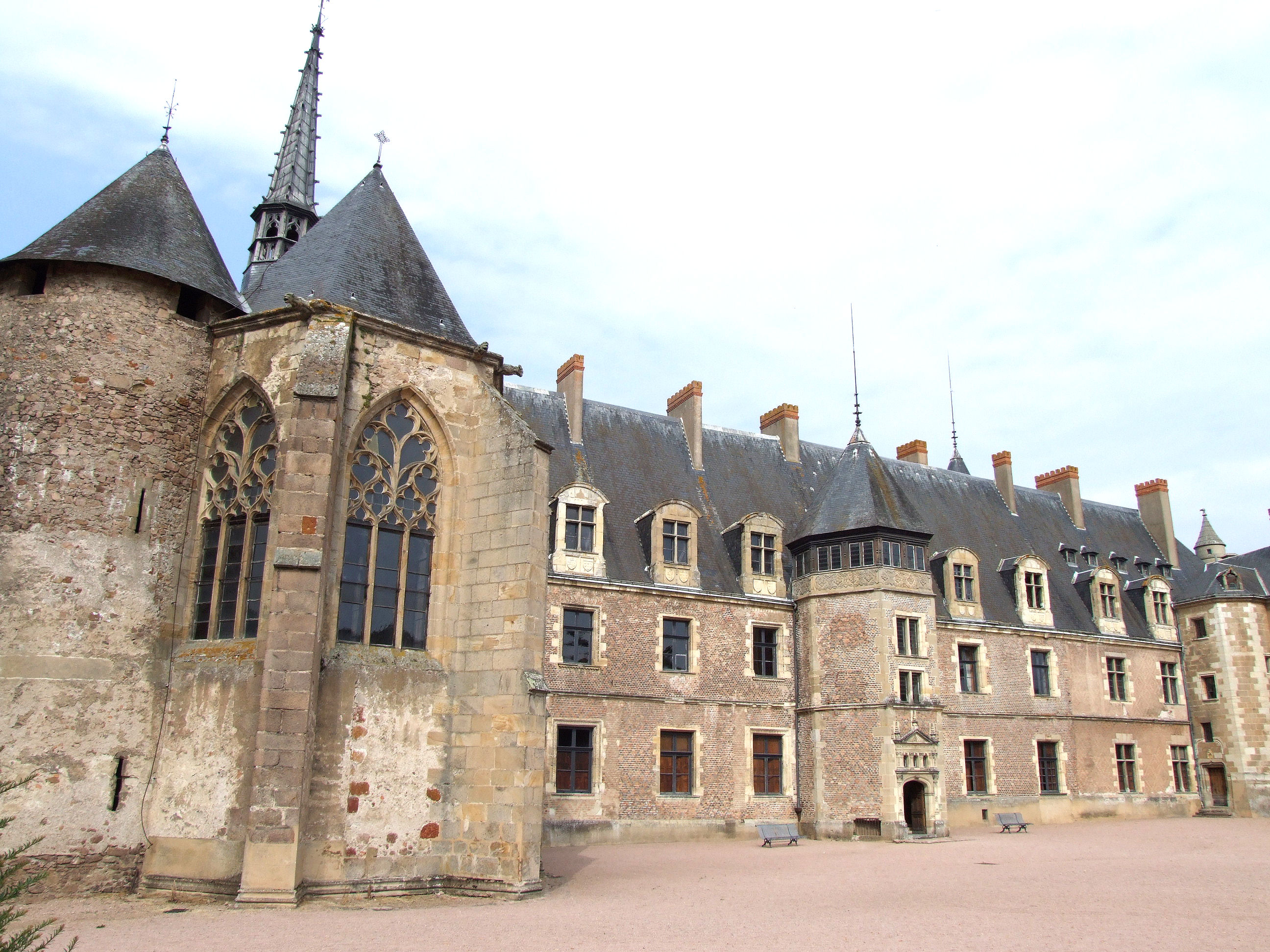
La tour de l'enceinte féodale, le chevet de la chapelle Saint-Léger et la façade Renaissance.
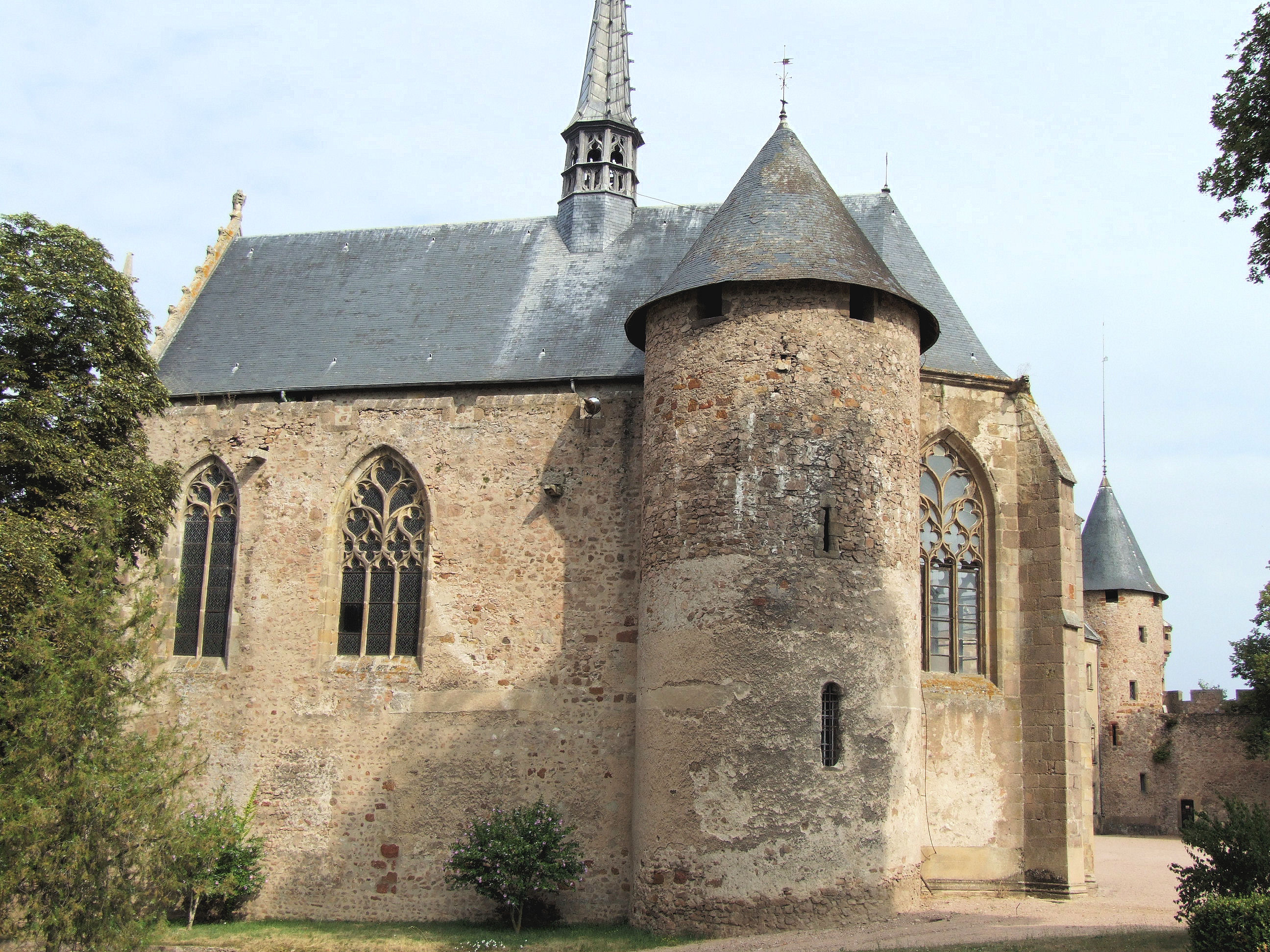
La chapelle Saint-Léger construite contre l'enceinte du château du XIIIe siècle.

## Parc et jardins
Le parc, inscrit au pré-inventaire des jardins remarquables et inscrit comme monument historique le 28 juillet 1998, comporte une conciergerie, une allée, des étangs, un jardin et un pont de jardin en brique. Deux socles de statues de parc en pierre et en marbre sont dépourvus de leur statues (juillet 2013).
On y trouve les anciennes écuries et le manège, l'ensemble date du début du XVIIe siècle (1613), puis a été redessiné par le grand paysagiste Paul de Lavenne, comte de Choulot, « gentilhomme de la chambre du duc de Bourbon » et gendre en 1817 de Jean-Frédéric de Chabannes [source insuffisante].